# Andrzej Peciak
Andrzej Wiesław Peciak (ur. 27 kwietnia 1955 w Lublinie) – polski historyk i działacz opozycji demokratycznej, wydawca.

## Życiorys

### Działalność w okresie PRL
Od 1979 roku kolporter wydawnictw drugiego obiegu. W dniach 14–16 grudnia 1981 roku uczestnik strajku okupacyjnego w Lubelskich Zakładach Naprawy Samochodów. Był w latach 1985-1989, kierowanej przez Zygmunta Łupinę (Opole, Poniatowa, Stalowa Wola, Świdnik i Puławy), wykładowcą podziemnej Wszechnicy Związkowej Regionu Środkowo-Wschodniego NSZZ „Solidarność”. Współzałożyciel i redaktor drugoobiegowego Funduszu Inicjatyw Społecznych, którego nakładem w latach 1985–1990 ukazało się pięć serii znaczków i kilkanaście książek.

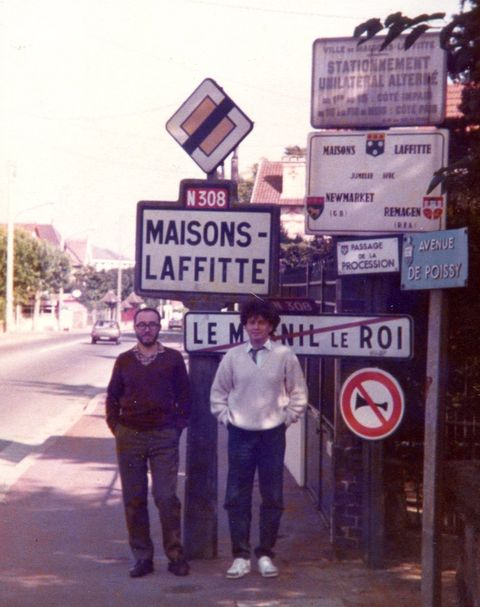
Tomasz Pietrasiewicz i Andrzej Peciak w Maisons-Laffitte, 1986

Po wydaniu w 1986 roku siedmioznaczkowej serii poczty „Solidarność” z okazji 40. rocznicy powstania Instytutu Literackiego został zaproszony wraz z Tomaszem Pietrasiewiczem przez redaktora Jerzego Giedroycia do Maisons-Laffitte. Od tego czasu stały współpracownik i wydawca kilkudziesięciu książek i reprintów prezentujących dorobek Instytutu Literackiego.
Był wydawcą m.in. reprintu pierwszego numeru paryskiej „Kultury” (w roku 1987 i 1994), antologii Wizja polski na łamach KULTURY, w latach 1946–1976 w opracowaniu Grażyny Pomian, Realiści z wyobraźnią – KULTURA w latach 1976–2000 w opracowaniu Basila Kerskiego i Andrzeja S. Kowalczyka, Zamiary, przestrogi, nadzieje – wybór publicystyki „Buntu Młodych” i „Polityki” (1931–1939) w opracowaniu Rafała Habielskiego i Jerzego Jaruzelskiego. Wydał też bibliofilski tom Jerzego Giedroycia doktoraty honoris causa, publikację Trójkąt ukraiński Daniela Beauvois, tom Jerzy Giedroyc. Redaktor. Polityk. Człowiek, Była raz „Kultura”. Rozmowy z Zofią Hertz Izy Chruślińskiej i Paradoksy paryskiej „Kultury” autorstwa Janusza Korka.

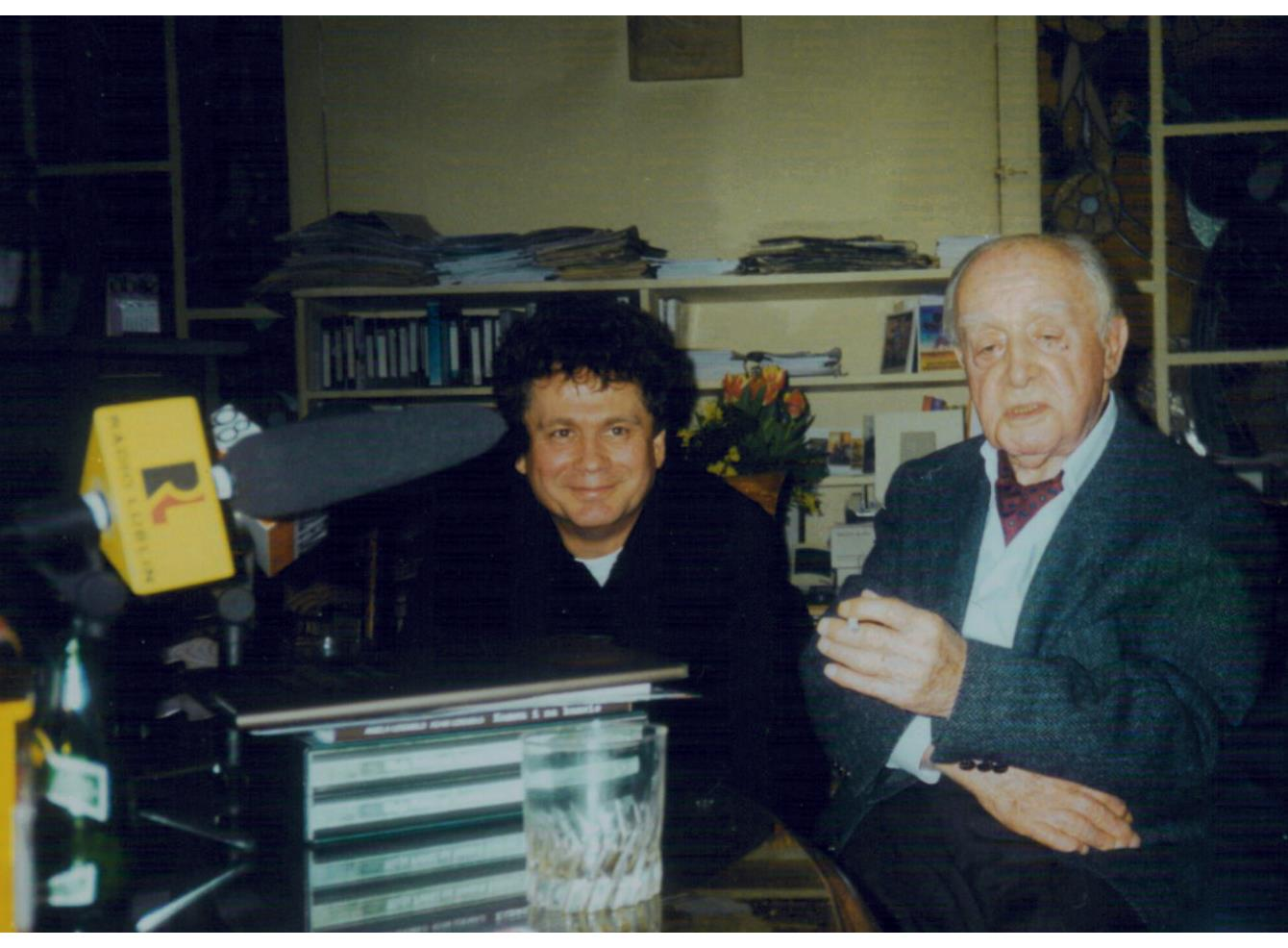
Z Jerzym Giedroyciem, Maisons – Laffitte 1999

W latach 1986–1989 był przedstawicielem Konsorcjum Wydawnictw Niezależnych w regionie. W roku 1988 był współinicjatorem reaktywowania i próby rejestracji w sądzie Komitetu Założycielskiego „Solidarność” Pracowników KUL. W dniach 14–15 stycznia 1989 roku współorganizował Ogólnopolskie Spotkanie Przedstawicieli NSZZ „S” Szkół Wyższych i Placówek Naukowych (na KUL).
W latach od maja 1985 do czerwca 1989 roku pracownik Redakcji Wydawnictw KUL. Od czerwca do grudnia 1989 roku redaktor "Biuletynu Informacyjnego NSZZ „Solidarność” Regionu Środkowo-Wschodniego w Lublinie.

### Działalność w III Rzeczypospolitej
W latach 1990–1994 prywatny wydawca. Dyrektor i współwłaściciel Wydawnictwa FIS, którego nakładem ukazało się ponad dwadzieścia książek.
Od roku 1994 (po wygraniu konkursu) do 2009 był dyrektorem Wydawnictwa UMCS. W tych latach oficyna uniwersytecka należała do najlepszych, wyznaczając standardy jakości składu, redakcji i szaty graficznej. Wydawnictwo otrzymało w tym czasie kilkanaście nagród i wyróżnień (np. trzykrotnie książki Wydawnictwa UMCS były laureatami Nagrody „Polityki”).
W wydawnictwie UMCS publikował m.in. książki Gustawa Herlinga-Grudzińskiego, Józefa Czapskiego, Grażyny i Krzysztofa Pomianów, Leo Lipskiego, Jakuba Karpińskiego, Wojciecha Karpińskiego, Jana Karskiego, Bohdana Osadczuka, Jerzego Pomianowskiego, Czesława Bieleckiego, Włodzimierza Odojewskiego, Juliusza Mieroszewskiego, Leopolda Ungera, Andrzeja Bobkowskiego, Michała Hellera, Daniela Beauvois, Wojciecha Skalmowskiego. Wydawał eseje arcybiskupa Józefa Życińskiego, Aleksandra Halla, Kazimierza M.Ujazdowskiego, Basila Kerskiego, Tomasza Dostatniego OP, albumy Edwarda Hartwiga, katalogi wystaw Chagalla i Lebensteina, felietony Macieja Rybińskiego, Macieja Łukasiewicza i innych. Nakładem oficyny uniwersyteckiej ukazały się też 24 tomiki bibliofilskiej serii " Współczesne opowiadanie polskie".
W 1995 roku był współzałożycielem Stowarzyszenia Wydawców Szkół Wyższych, w latach 2000–2006 jego prezesem. Był pomysłodawcą i współorganizatorem cyklu wystaw „Polska Książka Naukowa” w jedenastu stolicach europejskich. Prowadził zajęcia z marketingu wydawniczego na KUL i UMCS. Od kwietnia 2010 do kwietnia 2022 roku był szefem Działu Wydawnictw Instytutu Książki, pomysłodawcą i redaktorem serii „W Kręgu Paryskiej »Kultury«”, wydawanej wspólnie z Instytutem Literackim w Paryżu.Do końca 2024 roku okazały się 33 tomy serii. Od kwietnia 2022 roku wydawca i kurator serii w Pracowni badań nad Instytutem Literackim UMCS. Od kwietnia zastępca ds wydawnictw i promocji dyrektora Instytutu Europy Środkowej w Lublinie.
Przygotował do druku album Kultura – narodziny pisma, 2017, oraz bibliofilski reprint Teki redakcyjnej KULTURY nr 9/1968, 2020 (nagroda w konkursie EDYCJA 2019-2020), reprint Teki redakcyjnej ZESZYTÓW HISTORYCZNYCH nr3/1963 , 2023 , bibliofilskie,dwujęzyczne / polsko-włoskie / wydanie eseju Krzysztofa Pomiana  Wenecja w kulturze europejskiej , 2024

## Odznaczenia i wyróżnienia,

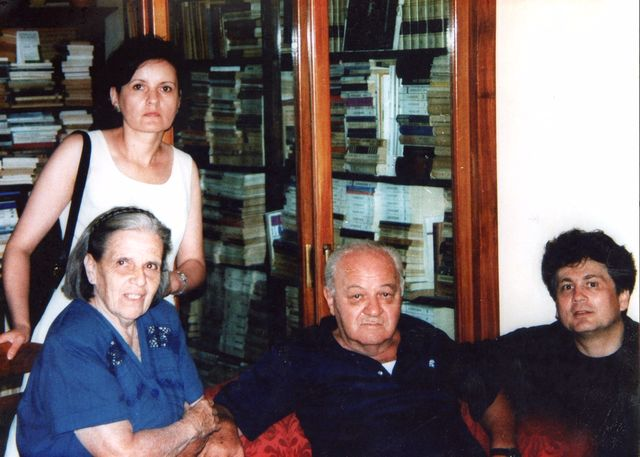
Ewa i Andrzej Peciakowie w domu Lidii i Gustawa Herlinga-Grudzińskiego, Neapol, 1997

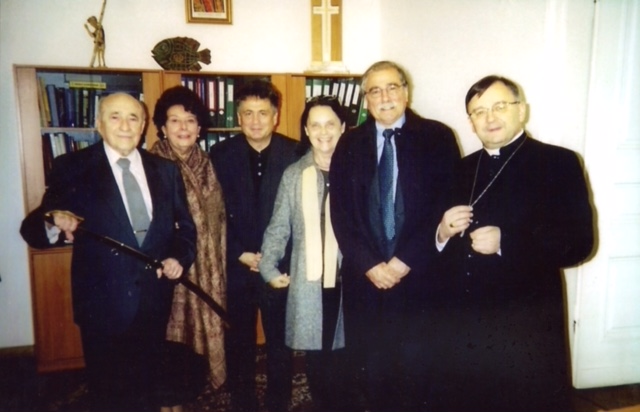
Z państwem Pomianowskimi i Beauvois z wizytą u Arcybiskupa Józefa Życińskiego, Lublin, 2007

- Krzyż Oficerski Orderu Odrodzenia Polski (2015)[7]
- Krzyż Wolności i Solidarności (2022)[8]
- Srebrny Medal „Zasłużony Kulturze Gloria Artis” (2025)
- Zasłużony Działacz Kultury (1999)
- Nagroda honorowa im. Jerzego Giedroycia Uniwersytetu Marii Curie-Skłodowskiej (2016)
- Nominacja do Nagrody „Rzeczpospolitej” imienia Jerzego Giedroycia 2018, 2019 , 2020 , 2022

## Publikacje
Andrzej Peciak, Miłe miasto Lublin, "Plus minus", dodatek do "Rzeczypospolitej", 22-23 czerwca 1999, s.6.
Andrzej Peciak, Gos wydawcy, [w]: Rosyjski łącznik. Rzecz o Jerzym Pomianowskim, Wydawnictwo UMCS, Lublin 2016, s. 61-65.
Andrzej Peciak, Dług, [w]: Redaktor. Dwadzieścia lat bez "Kultury", Wydawnictwo UMCS, Lublin 2020, s. 185-197.